# イズラエル・グスマン
イズラエル・グスマン（イズライリ・ボリソヴィチ・グスマン、ロシア語: Израиль Борисович Гусман, ラテン文字転写: Israel' Borisovich Guzman（Gusman）, 1917年8月18日 - 2003年1月29日）は、ソビエト連邦の指揮者。

## 略歴
ニジニ・ノヴゴロドに生まれた後、ほどなくしてモスクワに移住。1931年にグネーシン音楽学校を卒業後は軍隊に入る傍らでモスクワ音楽院に入学し、スタニスラフスキー・ネミロヴィッチ・ダンチェンコ劇場やモスクワ・フィルハーモニー管弦楽団などで研鑽を積んだ。
1942年には第4ウクライナ戦線の指揮者を務め、1944年にモスクワ音楽院を卒業。1946年にレニングラードで開かれた全ソ連青少年音楽コンクールで優勝。
1947年から1957年までハリコフ・フィルハーモニー管弦楽団の首席指揮者を務め、1957年から1987年までゴーリキー・フィルハーモニー管弦楽団の首席指揮者を歴任した。
1978年にはソ連政府からロシア共和国人民芸術家の叙勲を受けている。
ニジニ・ノヴゴロドにて没。